# Крим (Омська область)
Крим (рос. Крым) — присілок в Полтавському районі Омської області Росії. Входить до складу Ольгінського сільського поселення.

## Історія
Засноване в 1907 році. У 1928 році селище Крим складалося з 55 господарств, основне населення — українці. У складі Ніконовської сільради Полтавського району Омського округу Сибірського краю.

## Населення
| 1926 | 2010 |
| ---- | ---- |
| 274  | ↘199 |